# Заставна (жудець)
Жудець Заставна (рум. Județul Zastavna) — назва Заставнівського повіту після окупації Румунією Буковини в листопаді 1918 року. Вживалась у 1919–1925 роках.

## Історія
8—11 листопада 1918 королівська Румунія окупувала Буковину, після чого 28 листопада 1918 на румунському «Генеральному конгресі» оголошено про приєднання Буковини до Румунії. Був збережений адміністративний поділ Герцогство Буковина, тобто одинадцять невеличких (дрібніших ніж в історичних областях Румунії) повітів: Сучава, Кимполунг, Гумор (Ґурагумора), Радівці, Серет, Чернівці, Заставна, Кіцмань, Сторожинець, Вашківці і Вижниця.
1925 року румунська влада на Буковині провела адміністративно-територіальну реорганізацію з укрупненням повітів. Жудець Заставна влився у жудець Чернівці (разом з територіями Кіцманського і Чернівецького повітів), а колишній повітовий центр став просто міською громадою румунського Чернівецького жудця.